# Wishbone Ash
Wishbone Ash es una banda británica de rock que alcanzó fama a inicios y mediados de los años setenta con sus exitosos discos Wishbone Ash (1970), Argus (1972), There's the Rub (1974) y New England (1976). Son famosos por haber popularizado el término "guitarras gemelas", que más tarde emplearían bandas de hard rock y heavy metal como Thin Lizzy, Iron Maiden y Judas Priest.

## Historia

### Primera formación y salto a la fama (1969-1974)

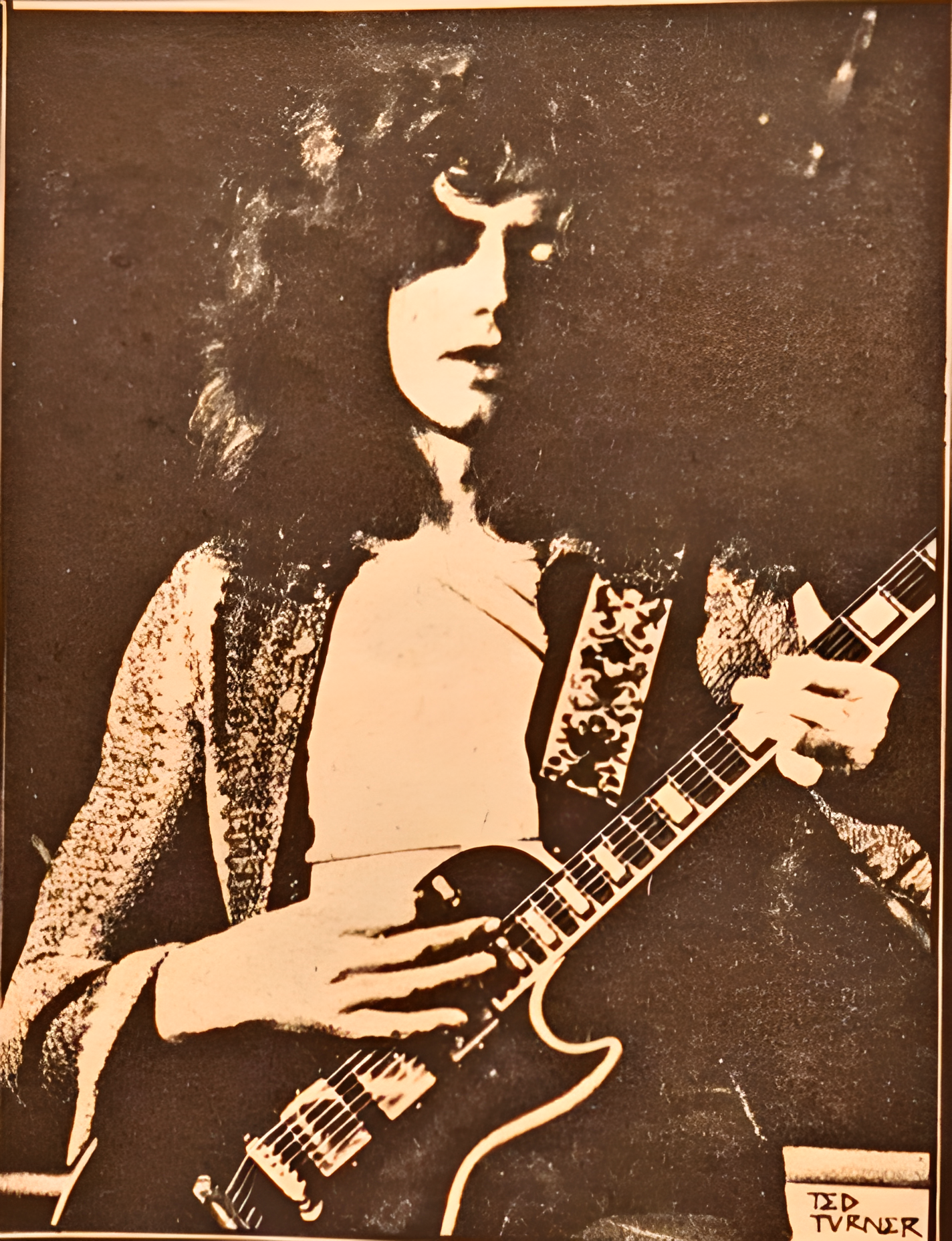
Ted Turner en 1969, en una actuación en Torquay (foto publicada en 1972 en la revista indonesia Aktuil).

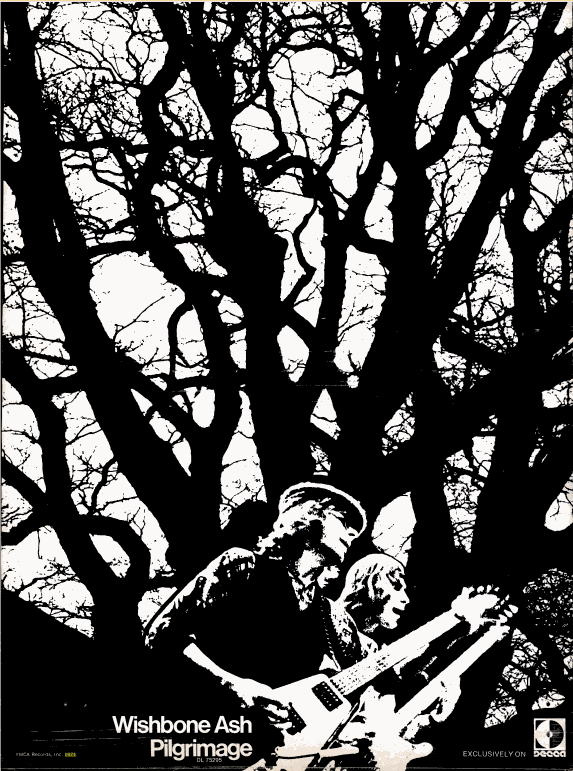
Anuncio de Pilgrimage en un n.º de 1971 de la revista de música Billboard.

La banda se formó en Devon (Gran Bretaña) en octubre de 1969, procedente de las cenizas del grupo The Empty Vessels, en el que se encontraban Martin Turner (bajo/voz) y Steve Upton (batería y percusión). Tras el abandono del hermano de Martin, Glenn Turner (guitarra/coros), se publicó un anuncio en la revista Melody Maker al cual respondieron los guitarristas/vocalistas Andy Powell y Ted Turner (sin relación familiar con Martin). Steve y Martin decidieron probar a ambos guitarristas a la vez en una Jam Session y el resultado no pudo ser mejor, quedando conformada la formación original de la banda. Tras esos primeros ensayos, la banda decidió nombrarse Wishbone Ash y contrató los servicios de Miles Copeland III como máganer.
Durante el año 1970 Wishbone Ash se encontraba realizando conciertos junto a bandas de prestigio dentro del circuito británico, como Deep Purple, mientras buscaban compañía discográfica. En uno de estos conciertos Andy Powell y Ritchie Blackmore tocaron juntos y este último recomendó a Wishbone Ash su productor de aquel entonces, Derek Lawrence. Tras este acontecimiento, la banda fichó por MCA Records y grabó su álbum debut “Wishbone Ash”, que se publicó a finales de año. El álbum homónimo se caracterizaba por tener un sonido de hard rock combinado con blues y canciones cortas de tres minutos combinadas con canciones que a penas superaban la decena. De este primer disco se extrajo el sencillo “Blind eye”, con “Queen of torture” como cara B, y alcanzó rápida popularidad en el Reino Unido, llegando al número 29 en las listas de popularidad.
A lo largo del año 1971 Wishbone Ash comenzó a adentrarse más en la música jazz, claramente escuchable en su segundo álbum de estudio, “Pilgrimage”. Pilgrimage salió al mercado y superó la marca de su antecesor, llegando al número 14 en Reino Unido. En el disco los pasajes instrumentales son más melódicos y melancólicos, a diferencia de su predecesor, donde eran más pesados y rápidos. “Jail bait” fue el sencillo de promoción. Tras Pilgrimage, Wishbone Ash cambió su manera de componer y buscó producir una mezcla de rock progresivo con folk y hard rock con temática épica medieval para su siguiente álbum. “Argus” fue el resultado de ese cambio musical, llegando a ser un  éxito inmediato que catapultó a la banda a la fama más allá de sus fronteras. El disco llegó a ser número 3 en Gran Bretaña y abrió la puerta al mercado Estadounidense y Europeo (especialmente Alemania) y llegó a disco de oro, en 1972. El sencillo “Blowin' free” se convirtió en la canción más popular de la banda, siendo un indispensable en sus conciertos hasta el día de hoy (como lo es “The king will come”, también de Argus).
Durante el tour de Argus, Wishbone Ash sufrió el robo de todo su equipamiento mientras se alojaban en un hotel de Nueva Orleans. Este acontecimiento hizo necesario el alquiler de equipo para el resto de la manga de conciertos antes de volver a Gran Bretaña con la moral baja. Este equipo de alquiler se puede ver durante el vídeo de promoción del último sencillo de Argus, “No easy road”. Después de recomponerse, Wishbone Ash comenzó a trabajar en su siguiente disco, “Wishbone Four”, en el que se dejaron atrás las influencias de Argus para centrarse en el folk. Wishbone Four fue el primer álbum autoproducido por la banda y resultó ser un paso atrás en la repercusión de la misma, llegando al puesto 12 en el Reino Unido (aunque alcanzó un puesto mejor que Argus en Estados Unidos) en 1973. “So many things to say” fue el sencillo publicitario.
Descontentos con el resultado de su último álbum, los integrantes de Wishbone Ash querían publicar un disco en directo para demostrar su musicalidad en vivo. “Live Dates” fue grabado a lo largo de 1973 en varias localidades y salió a la venta a finales de año, siendo el disco más vendido en la historia de Wishbone Ash. Tras largos tours por varios países, la banda pasaba por un periodo de agotamiento, así que, después de una serie de conciertos en Estados Unidos, Ted Turner dejó la banda en 1974 para reencontrarse a sí mismo. El resto de miembros continuaron con el proyecto, aceptando entre sus filas a Laurie Wisefield (antiguo miembro de Home, junto a Cliff Williams, y futuro guitarrista de Tina Turner).

### Segunda formación y cambio en el sonido (1974-1980)
Tras la llegada de Laurie Wisefield, Wishbone Ash se desplazó de sus influencias tempranas (como la música Jazz o Blues) para adentrarse en un sonido más Hard Rock (conservando los interludios instrumentales y los crescendo en algunas piezas). Este cambio en el sonido de la banda se vio plasmado en el siguiente álbum de estudio, “There's the Rub” (de 1974), que contenía pistas hard rock con toque de Boogie (como “Silver Shoes” o “Hometown”), baladas (como “Persephone”), progresivas (como “Lady Jay”) o instrumentales (como “F.U.B.B.”). La producción corrió a cargo de Bill Szynczyk, quien había producido trabajos de músicos prominentes como B. B. King o John Lee Hooker, en los estudios Criteria Recording Studios (en Miami). Los sencillos publicitarios del disco fueron “Hometown” y “Silver Shoes” y el álbum alcanzó el puesto número 16 en las listas británicas (llegando a disco de plata según BPI). Durante esta etapa de la banda, no se grabó ningún concierto en directo, ni durante el tour de There's the Rub ni durante el tour de Locked In (su disco siguiente) y el grupo se reubicó en Estados Unidos.
Después de un año 1975 con algo menos de actividad, Wishbone Ash sacó al mercado en primavera de 1976 “Locked In”. El álbum fue un gran giro respecto a su antecesor, teniendo influencias de música country, y resultó ser un fracaso (siendo hoy en día un disco considerado entre los más flojos de su discografía por crítica y fanes), incluso la propia banda estuvo muy descontenta con el resultado. La producción corrió a cargo de Tom Dowd, quien había trabajado con Lynyrd Skynyrd, Cream o Bee Gees. Locked In marca el primer álbum de Wishbone Ash en el que no todas las canciones están compuestas por todos los miembros, porque, pese a las letras estar compuestas por Martin Turner en casi la totalidad de las pistas, todos los discos desde Wishbone Ash habían tenido todas las pistas acreditadas cómo Turner/Turner/Upton/Powell o Turner/Wisefield/Upton/Powell. Locked In llegó al puesto número 36 en Gran Bretaña y fue acompañado de “Rest In Peace” como sencillo, con “She Was My Best Friend” como lado B.
Tras el fracaso de Locked In, Wishbone Ash puso toda la carne en el asador y publicó “New England”, también en 1976. La música country fue abandonada en favor de un enfoque hacia el hard rock. El disco fue producido por los hermanos Ron y Howard Albert en los estudios Laurel Edge (Connecticut) y Criteria Sound Studios (Miami) y llegó al puesto número 22 en Reino Unido, siendo “Outward Bound” el sencillo elegido para promocionar el álbum (con “Lorelei” como cara B). “Front Page News”, del año 1977, trajo consigo una incursión más pronunciada en el soft rock. El álbum fue producido por los hermanos Albert de nuevo, alcanzó el puesto 31 en las lista británicas y “Front Page News” y “Goodbye Baby, Hello Friend” fueron los sencillos seleccionados.
“No Smoke Without Fire”, de 1978, fue un retorno al sonido de New England. El disco cuenta con Laurie Wisefield como compositor principal (escribiendo 5 de las 8 pistas y coescribiendo otra). La producción corrió a cargo de Derek Lawrence (siendo el primer disco producido por él desde Argus), pero esto no pudo evitar que No Smoke Without Fire fuera el primer álbum de Wishbone Ash que no entró en las listas de popularidad en Estados Unidos (Lista Billboard) y que fuese menos popular en Reino Unido, llegando al puesto 43. Tras esto, los miembros se tomaron el año 1979 de descanso, no sin antes publicar el sencillo sin álbum “Come On”. “You See” Red fue el sencillo promocional. Tras No Smoke Without Fire se publicó el directo “Live In Tokyo” en 1979, grabado en Japón durante el tour de No Smoke Without Fire, que contenía tan solo 5 canciones.
“Just Testing” fue un intento de retomar el interés de las masas modificando ligeramente el legado de su predecesor. Se publicó en enero de 1980. La producción corrió a cargo de Martin Turner y John Sherry y se grabó en Surrey Sound Studios, en Surrey (Inglaterra). En esta ocasión fue Martin Turner el principal compositor, estando 4 de 8 pistas acreditadas a él y una coescrita. Los esfuerzos de la banda no se vieron premiados y el disco sólo produjo una ligera mejora de popularidad respecto a su antecesor, llegando al número 41 en Reino Unido y retornando al Billboard en Estados Unidos. “Living Proof” fue la canción elegida para hacer promoción. Tras la publicación de Just Testing, Wishbone Ash se embarcó en un año 1980 frenético en el que publicaron un álbum de estudio, uno en directo y realizaron dos giras. “Live Dates 2” fue publicado en otoño de 1980, después de la celebración del tour de 10 aniversario del grupo. Fue producido por John Sherry y alcanzó el puesto 40 en Reino Unido. “Helpless” y “Blowin' Free” (como lado B) fueron seleccionadas con sencillo.

### Salida de Martin Turner e inestabilidad (1980-1987)
Después de dos giras particularmente exitosas y estando en una etapa muy productiva y de alta calidad en directo, los problemas comenzaron a salir a la superficie. Martin Turner era el líder de facto, siendo el productor (o coproductor), vocalista principal, bajista, letrista y compositor principal, y esto provocó que a finales de 1980 los demás integrantes propusiesen la entrada de un quinto miembro a bordo, un vocalista, para ganar más fama. Esto llevó a un desacuerdo y a que los caminos de Turner y de Wishbone Ash se separasen. Después de la salida de Turner, Wishbone Ash encontró su reemplazo en John Wetton, antiguo miembro de King Crimson, Uriah Heep y UK, entre otros. Con esta nueva formación se publicó “Number The Brave”, un álbum de hard rock con toques de AOR y funk. El disco fue producido por Nigel Gray en los Criteria Sound Studios (de nuevo) y llegó al puesto 61 en las listas en Reino Unido, pero no entró en Billboard (ningún álbum posterior a Just Testing entraría nunca más). Los sencillos fueron “Underground” y “Get Ready”, siendo el último una versión de The Temptations. Wetton sólo tuvo una canción acreditada a su nombre, a pesar de que ofreció a los otros integrantes más, “That's That” (en la que también aportó la voz principal).
El recorrido de John Wetton dentro de Wishbone Ash fue corto, ya que al publicarse Number The Brave en primavera de 1981 formó Asia, y fue sustituido por Trevor Bolder, antiguo miembro de Uriah Heep. Esta formación, Bolder/Wisefield/Upton/Powell, existió entre primavera de 1981 e invierno de 1983 y grabó el álbum “Twin Barrels Burning” (publicado en 1982), hasta que Bolder retornó a Uriah Heep. Twin Barrels Burning fue el clímax de la época más hard rock de Wishbone Ash y supuso la mejor posición en las listas británicas desde New England, llegando al número 22. El disco fue producido Stuart Epps, Ashley Howe y Wishbone Ash en los estudios de grabación The Sol (Berkshire) y Surrey Sound (Leatherhead) y “Engine Overheat” y “No More Lonely Nights” se eligieron como singles. Trevor Bolder colaboró en varias composiciones, como “Hold On”, pero, debido a que las personas que iban a verse beneficiadas económicamente (porque tenían cierto porcentaje de sus derechos) de las regalías de sus créditos le debían dinero, Bolder se abstuvo se ser acreditado.
Al haber abandonado Bolder Wishbone Ash para retornar a Uriah Heep, Mervyn Spence entró en la formación a comienzos de 1983, después de haber militado en Trapeze. Con esta incorporación se publicó “Raw To The Bone” en enero de 1985. Este disco resultó ser un nuevo paso hacia atrás, pues la profundización en AOR no pudo evitar que Raw To The Bone fuese el primer álbum en la historia de Wishbone Ash que no entró en ninguna lista de popularidad. De este fracaso el grupo nunca se recuperaría, dado que ningún otro disco de Wishbone Ash entró en Billboard o las listas británicas. Nigel Gray continuó a los mandos de la producción y la música se grabó de nuevo en Surrey Sound Studios. “People In Motion” fue el sencillo publicitario.
Tras el fracaso de Raw To The Bone, a finales de 1985 Laurie Wisefield y Mervyn Spence abandonaron el grupo y Jamie Crompton y Andy Pyle (antiguo miembro de Savoy Brown y amigo de Andy Powell) serían los encargados de sustituirlos. Esta nueva alineación no duraría mucho (apenas unas fotos promocionales) y a mediados de 1986 Wishbone Ash pasó a estar compuesto por Andy Powell, Steve Upton, Phil Palmer y Brad Lang. A finales de 1986 la banda volvió a entrar al estudio para grabar lo que sería su décimo cuarto álbum de estudio, pero estas pistas fueron descartadas y a mediados de 1987 se produjo otro cambio en los integrantes, con Lang y Palmer saliendo. A estas alturas, Powell y Upton habían vuelto a confiar en su antiguo manager, Miles Copeland III, y habían contratado sus servicios y también habían firmado un contrato con I.R.S. Records (discográfica del propio Miles Copeland). Copeland quería un gancho para promocionar su nueva adquisición, así que contacto con los miembros originales Martin Turner y Ted Turner. Todas las partes accedieron a reunir el Wishbone Ash original y a producir un nuevo álbum, pero esto no sería inmediato debido a que Ted Turner (por aquel entonces residente en Chicago) tenía problemas con la burocracia para poder ir a Inglaterra con sus antiguos compañeros.

### Reunión de la formación original (1987-1990)
Mientras Ted Turner estaba en Estados Unidos, Andy Powell, Steve Upton y Martin Turner se encontraban componiendo en Inglaterra. Una vez solucionados los papeles, Ted Turner pudo ir al estudio y grabar las pistas, pero ninguna fue composición suya. El resultado de estas sesiones fue “Nouveau Calls”, un disco completamente instrumental que salió al mercado en diciembre de 1987. El álbum fue producido por Martin Turner y William Orbit, quien había trabajado con Prince, U2 o Madonna. El resultado fue mixto, dado que Wishbone Ash volvió a llenar salas y estadios en la gira de reunión, pero los fanes esperaban un álbum con voces y Nouveau Calls, pese a vender relativamente bien, no entró en las listas de popularidad. “In The Skin” fue el sencillo promocional. El año 1988 fue muy exitoso, llenando salas míticas como el Hammersmith Apollo (conocido anteriormente como Hammersmith Odeon) y la banda se volvía a encontrar en plena forma.
A comienzos de 1989 Wishbone Ash comenzó a grabar canciones para lo que sería su decimoquinto disco, pero Andy Powell no estuvo muy involucrado en las primeras fases para estar con su familia. Por lo tanto, Martin Turner y Ted Turner (y en menor medida Steve Upton) se encargaron del rumbo de la banda. Una vez incorporado Powell a la guitarra se grabó “Here To Hear”, siendo el único disco donde no toma parte como voz principal o coros. El nuevo álbum ya contaba con voces, siendo repartidas entre Ted Turner y Martin Turner, y recibió críticas muy positivas por parte de la prensa y los fanes, pero no fue suficiente para entrar en las listas. Esta vez la producción fue integra por parte de Martin Turner y “Cosmic Jazz” salió como sencillo. Tras girar por el Reino Unido en 1990, Steve Upton abandonó Wishbone Ash después de 21 años a bordo, debido a problemas personales.

### Agotamiento y  falta de repercusión (1990-1997)
Tras la salida de Steve Upton los demás integrantes decidieron continuar, a pesar de todo, y grabaron “Strange Affair” (1991) junto a Robbie France y Ray Weston en la batería. France (antiguo miembro de Diamond Head y UFO) fue el reemplazo original de Upton, pero, debido a disputas con Martin Turner durante las sesiones de grabación, fue sustituido por Weston (amigo personal de Turner y futuro miembro de Iron Butterfly). Strange Affair volvió a ser producido por Martin Turner para la discográfia I.R.S. Records y no hubo ningún sencillo. Para Strange Affair, Martin Turner sólo aportó una canción (la mayoría fueron aportadas por Ted Turner y Andy Powell) y cantó en dos (tocando bajo en todas y teclados y guitarras en varias), perdiendo influencia en la banda hacia Andy Powell. Tras un tour por Japón, a finales de 1991 la banda despidió a Martin Turner, por orden directa de Andy Powell (según él, Turner no tenía interés en continuar en Wishbone Ash y no estaba aportando lo suficiente), y trajo de vuelta a Andy Pyle.

Con esta nueva formación se grabó el directo “The Ash Live In Chicago” en 1992. A lo largo de 1993 Wishbone Ash giró junto a Blue Oyster Cult, Uriah Heep y Nazareth. A finales de 1993 los miembros se recluyeron para comenzar a componer de cara a producir otro álbum, pero estas sesiones no fueron muy productivas, dado que, desencantado con la música y con el enfoque que Andy Powell estaba dando a Wishbone Ash, Ted Turner abandonó la banda nuevamente en enero de 1994. A los pocos días del abandono de Turner, Pyle y Weston también dejaron el proyecto. A estas alturas, Powell era el único miembro restante y, en vez de disolver la banda, reclutó a Roger Filgate, Tony Kishman y Mike Sturgis. Filgate había estado colaborando con Powell en el par de años previos como roadie y fue un factor importante en la etapa 1994-1997. En primavera de 1994 se grabó “Live in Geneva” y en el resto del año se compusieron diversas canciones, publicadas en el siguiente disco.
Live In Geneva salió al mercado en 1995 y, tras esto, se hicieron las sesiones de grabación de “Illuminations”. En aquellos momentos, la situación económica no era la mejor para las bandas de rock clásico y Wishbone Ash no era una excepción. La salida de Illuminations se vio retrasada y había problemas para que el bajista y vocalista, Tony Kishman, acudiese a los conciertos, porque se encontraba en una situación similar a la de Ted Turner en 1987. Viendo estos problemas, Andy Powell se vio obligado a reincorporar a Martin Turner durante algunos conciertos por Europa. Martin Turner había sido contratado previamente para grabar las pistas de bajo en Illuminations (con una formación similar a la que motivó su salida en 1980, con Kishman en las voces), pero Powell descartó las grabaciones y Filgate se encargó de completar el trabajo. Además, Powell y Filgate fueron los encargados de la producción.
A finales de 1995 y comienzos de 1996 Turner giró extensamente con Wishbone Ash (tocando algunos temas del nuevo disco) y se publicó Illuminations, que había sido financiado con ayuda de sus fanes en forma de micromecenazgo. Kishman reapareció durante 1996 y 1997 y se fue alternando con Turner para algunos conciertos. Esta formación se puede escuchar en el directo “Live Timeline”, de 1997. Al acabar 1997 Powell se encontró en una situación similar a la de 1994, siendo el único miembro restante, y para solucionar esto trajo a bordo a Mark Birch (que diseñaría páginas web en el futuro) a la guitarra y las voces, Bob Skeat al bajo y Ray Weston a la batería (quien regresaba después de abandonar junto a Ted Turner en 1994). Antes de introducir los nuevos integrantes en el grupo, Andy Powell mantuvo negociaciones en enero de 1998 con los miembros de la segunda formación de Wishbone Ash. Martin Turner y Laurie Wisefield estuvieron interesados en retornar a tiempo completo, pero no bajo las condiciones ofrecidas por Andy Powell (que pretendía contratarlos como músicos de sesión prácticamente). Así que tras las negociaciones infructuosas, Powell continuó con la nueva formación.

### Dominio de Andy Powell e incursión en la electrónica (1997-2001)
Después de haber introducido nuevas incorporaciones el grupo, Andy Powell convertiría a Wishbone Ash en una aventura personal de negocios, con él como único líder, obviando cualquier tipo de democracia de grupo. Tras esto, se publicaron “Trance Visionary” y “Psychic Terrorism”, en primavera y otoño de 1998 respectivamente. Trance Visionary y Psychic Terrorism eran álbumes que contenían clásicos de Wishbone Ash mezclados con música Techno dance y algunos originales de música techno. Este cambio en el estilo se debe a la colaboración de Powell con Mike Bennett, gurú de la electrónica. Trance Visionary está más enfocado a la música trance y Psychic Terrorism a la música house. Durante 1999 Wishbone Ash publicó Bare Bones, un disco acústico donde algunas canciones de la formación original y otras de comienzos de los años 90.
Antes de concluir el milenio, Wishbone Ash celebró un concierto para conmemorar 30 años en activo. A este concierto acudieron Laurie Wisefield (miembro entre 1974 y 1985) y Claire Hamill (quien había sido corista invitada en los discos Just Testing y Number The Brave, de 1980 y 1981). Entorno  a esas fechas se grabó en París en concierto Live Dates 3, publicado al año siguiente. Laurie Wisefield había sido motivo de especulación durante esa etapa. Se rumoreó un retorno inminente que nunca llegó a fraguarse. Todos esos rumores comenzaron durante la tercera estancia de Martin Turner, intentando este convencer al Londinense que reintegrarse al grupo. Pues bien,salvo esa aparición puntual, Wisefield nunca volvió a aparecer en un escenario junto a Wishbone Ash. Durante 2000 y 2001 hubo pocos acontecimientos dentro de Wishbone Ash, hasta que Mark Birch se retiró para diseñar páginas web (algo al alza por aquel entonces).

### Wishbone Ash en el nuevo milenio (2001-presente)

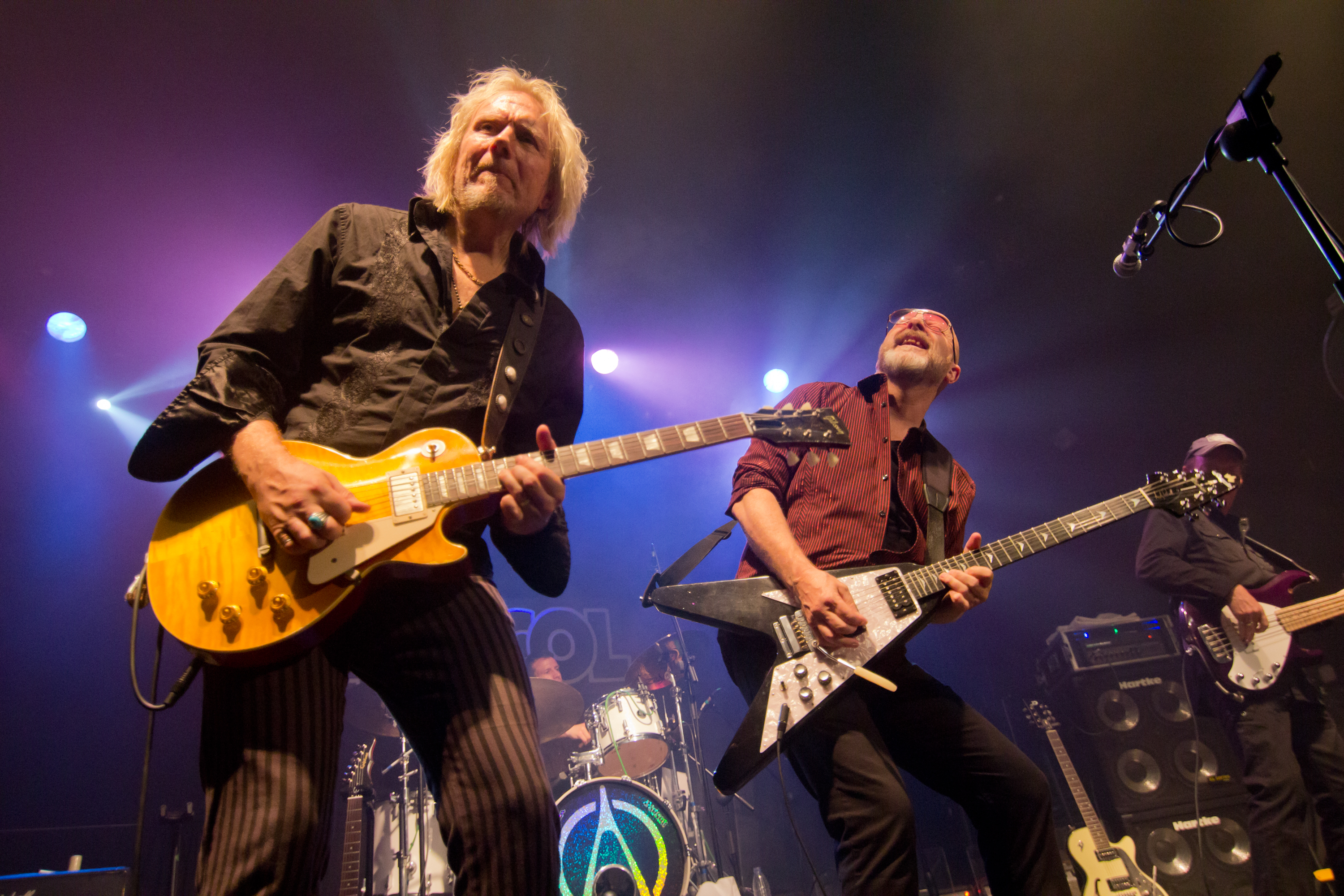
Wishbone Ash en 2015. De izquierda a derecha: Muddy Manninen, Joe Crabtree (oculto), Andy Powell y Bob Skeat.

Después de la salida de Birch, Andy Powell reclutó a Ben Granfelt y la banda volvió al estudio nuevamente. De ese esfuerzo salió “Bona Fide”, un nuevo cambio de aires hacia un estilo blues rock. Granfelt grabaría el directo “Almighty Blues: London And Beyond” en 2003 antes de marcharse del grupo en 2004. Granfelt sería sustituido por Muddy Manninen, su mentor. Tras un 2005 sin grandes sobresaltos, se publicaría “Clan Destiny” en 2006, un disco de rock estándar muy accesible, producido por Andy Powell para Eagle Records. Wishbone Ash grabaría “Live In Hamburg” en 2007 antes de que Ray Weston dejase el grupo por agotamiento. En este instante entraría Joe Crabtree, antiguo miembro de Pendragon.
Esta formación produciría “Power Of Eternity” en 2007, “Elegant Stealth” en 2011 y “Blue Horizon” en 2014, además de los directos “Argus "Then Again" Live” en 2008 y “Wishbone Ash: 40 Live In London” en 2009 (concierto de celebración de los 40 años de existencia de la banda, con invitados como Mervyn Spence o Mark Birch), hasta que Manninen se fue para perseguir una carrera en solitario en 2017. Mark Abrahams se encargó de sustituir a Manninen para las giras restantes de la década de los 10 y para la producción de su último disco hasta la fecha, Coat Of Arms, que salió al mercado en febrero de 2020.

## Martin Turner's Wishbone Ash (2004-presente)
Martin Turner creó su propia versión de la banda en 2004, después de varios años de inactividad. La formación original estaba compuesta por Keith Buck y Ray Hatfield a las guitarras y Rob Hewins en la batería. Previamente, Turner había ejercido de productor de las remasterizaciones de diversos discos clásicos de Wishbone Ash, como la edición 30 aniversario de Argus, en 2002, los discos de la reunión de la formación original (Nouveau Calls, Here To Hear y Strange Affair), en 2003 y la recopilación de material inédito de 1978 y 1980 Lost Pearls, en 2004. La banda de Martin Turner se dedica a tocar canciones de la década de los 70 durante los primeros años y genera los directos “New Live Dates Volume 1” y “New Live Dates Volume 2”, en 2006 y 2007 respectivamente. Ted Turner aparece con el grupo en varios conciertos de 2006, uno de ellos el grabado para New Live Dates Volume 1.
Después de una gira Europea, en 2008 Buck deja la banda y es reemplazado por Danny Willson, antiguo miembro de Showaddywaddy. Willson se encarga de grabar las últimas pistas de “Argus Through The Looking Glass”, álbum rendición de Argus, que cuenta con las colaboraciones de John Wetton y Geoff Downes, producido en 2008. Después de la salida de Argus Through The Looking Glass, Hewins abandona y es sustituido por Dave Wagstaffe (quien había trabajado con John Wetton, Steve Howe, Ken Hensley y Oliver Wakeman). En 2010 Martin Turner se junta con Ted Turner para tocar en el High Voltage Festival, junto a grupos como Asia, Focus, Uriah Heep, Magnum y Steve Hackett. En ese mismo año se publica el DVD “Live Begins”.
Durante 2011 Martin Turner realiza el Live Dates 2011 Tour, y en 2012 publica su autobiografía, “No Easy Road: My Life And Time With Wishbone Ash And Beyond”, y el CD del anteriormente mencionado Live Begins. Todos los miembros de las formaciones clásicas de Wishbone Ash (a excepción de Andy Powell) se reúnen en Liscombe Park Studios para realizar un concierto conmemorativo, con Ted Turner y Laurie Wisefield tocando y Steve Upton de manera presencial. Durante 2013 Ted Turner se une al grupo durante su gira por Japón. Una vez terminada la gira, Dave Wagstaffe sale del grupo y su sustituto es Tim Brown. En 2014 se publica “The Garden Party”, el concierto de Liscombe Park de 2012. A mediados de 2015 Ray Hatfield abandona, justo antes de comenzar la grabación de un nuevo álbum de estudio, y Misha Nikolic entra a filas.
Con esta nueva formación se graba “Written In The Stars”, un disco de estudio con canciones nuevas (algunas compuestas por Ray Hatfield, el miembro saliente). Durante los dos años siguientes se producen giras por Gran Bretaña y Alemania, y a comienzos de 2018 se publica “The Beauty Of Chaos: Live At The Citadel”, un nuevo álbum en directo. A finales de ese mismo año, Laurie Wisefield se reúne con Martin Turner una vez más. Desde ese momento hasta el día presente, Martin Turner continúa realizando giras, sobre todo por Inglaterra y Alemania, con repertorios temáticos (interpretando ciertos álbumes en su totalidad y posteriormente temas variados).
El nombre de Wishbone Ash y los derechos del mismo fueron un tema recurrente a finales de los 2000 y principios de la década siguiente, dado que Andy Powell comenzó una batalla legal entre él y Martin Turner sobre el nombre de Wishbone Ash. Andy Powell ganó en 2013 el juicio y Martin Turner se vio obligado a eliminar todo su material y publicidad que contuviese el nombre Martin Turner's Wishbone Ash y a pagar una gran suma de dinero. Esto hizo que Turner se declarase en bancarrota y que se tuviese que promocionar como Martin Turner Plays the Music Of Wishbone Ash o Martin Turner Ex Wishbone Ash, creando un odio entre ambos que dura hasta el día presente. Diversos miembros de Wishbone Ash han declarado su apoyo a Turner (y han tocado junto a él y no junto a Powell), como pueden ser Ted Turner, Steve Upton o Laurie Wisefield, debido a que Powell registró en secreto el nombre de Wishbone Ash a finales de la década de los 90. El 50 aniversario de Wishbone Ash en 2019 y el lanzamiento de una caja recopilatoria en 2018 pudieron ser grandes ocasiones para una reunión, pero el clima actual dista mucho de ser perfecto.

## Discografía

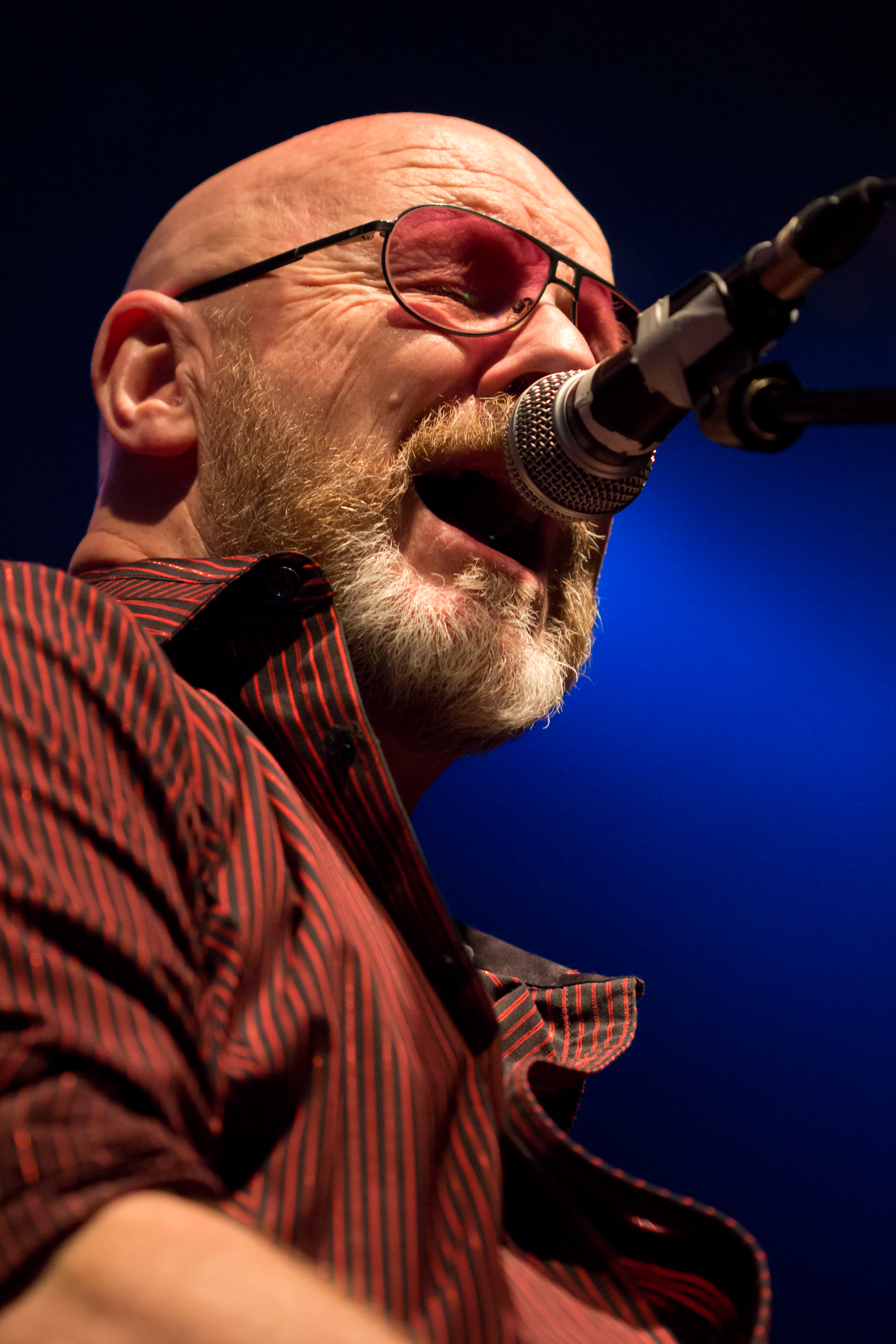
Andy Powell en 2015.

### Estudio
- Wishbone Ash (1970)
- Pilgrimage (1971)
- Argus (1972)
- Wishbone Four (1973)
- There's the Rub (1974)
- Locked In (1976)
- New England (1976)
- Front Page News (1977)
- No Smoke Without Fire (1978)
- Just Testing (1980)
- Number the Brave (1981)
- Twin Barrels Burning (1982)
- Raw to the Bone (1985)
- Nouveau Calls (1987)
- Here to Hear (1989)
- Strange Affair (1991)
- Illuminations (1996)
- Trance Visionary (1998)
- Psychic Terrorism (1998)
- Bona Fide (2002)
- Clan Destiny (2006)
- Power of Eternity (2007)
- Elegant Stealth (2011)
- Blue Horizon (2014)
- Coat of Arms (2020)

### Otros
- "The Wishbone Ash Collection - Time Was (1993)
- Bare Bones (1999) (unplugged)
- Lost Pearls (2004) (grabado 1978-82)
- First Light (2007) (grabado 1970)

### Directo
- Live From Memphis (1972)
- Live Dates (1973)
- Live In Tokyo (1979)
- Live Dates 2 (1980)
- The Ash Live in Chicago (1992)
- Runaway (1994)
- Live in Geneva (1995)
- Live Timeline (1997)
- The King Will Come (1999)
- Live Dates 3 (2000)
- Almighty Blues: London and Beyond (2003)
- Live On XM Satellite Radio (2005)